# Gebroeders Van Bever
Gebroeders Adrien (Laken, 10 juni 1837 - 27 november 1895) en Pierre-Salomon (1851-1916) Van Bever waren bekende Vlaamse orgelbouwers.
Adrien is de zoon van Jean-Baptiste van Bever (meubelmaker), samen met zijn broers Petrus en Jean Baptist zijn ze belangrijke Belgisch vertegenwoordiger van de Frans-romantische orgelbouwstijl (naar Aristide Cavaillé-Coll). Adrien was een oud-leerling van Hippolyte Loret van wie hij de ateliers overneemt voordat hij zich met zijn broer vestigt in Laken in 1880. Het bedrijf neemt de naam Van Bever Frères, ancienne maison H. Loret. Hij sleept meerdere medailles en diploma’s in de wacht. Tot zijn gunstelingen behoort de Belgische componist Alphonse Mailly.
Andrien van Bever keerde vanuit Parijs terug naar Laken, waar hij overleed in 1895. Salomon overlijdt later in Laken in 1916.

## Fotogalerij

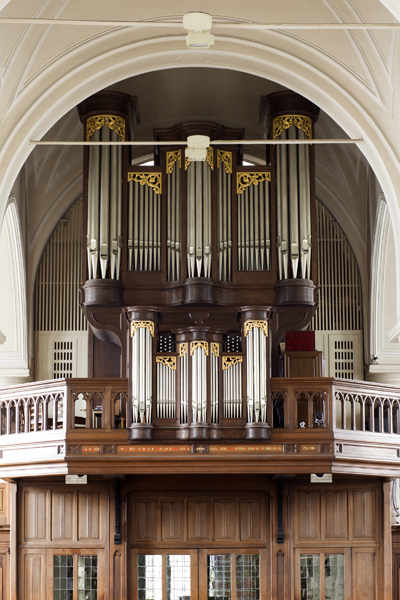
Orgel te Waregem (Sint-Amandus en Sint-Blasius)
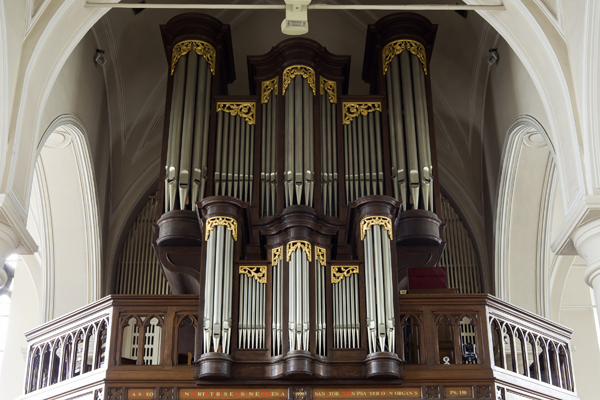
Waregem
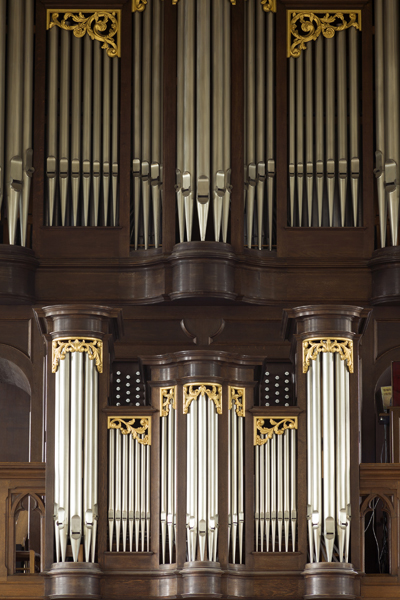
Waregem
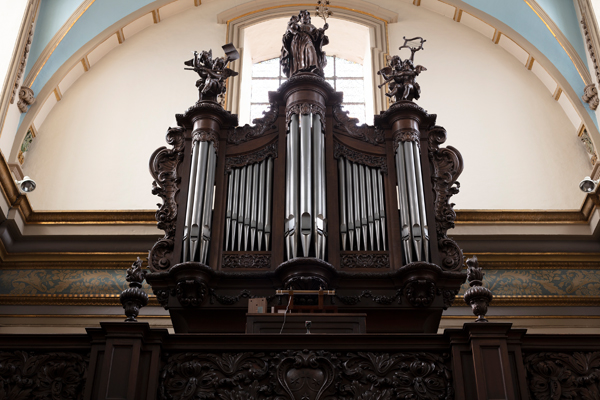
Orgel in Karmelietenkerk (Brugge)
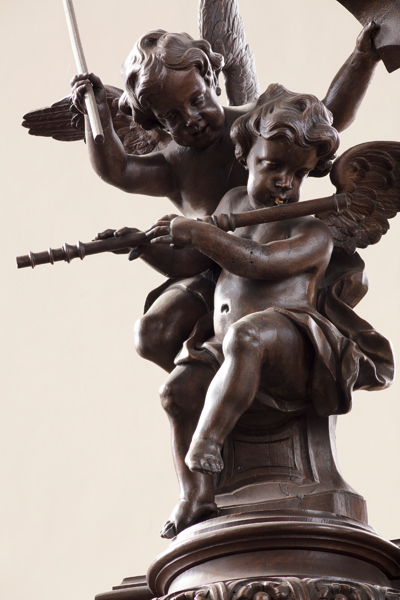
Brugge (detail)

## Opus
- 1902 : Sint Salvator[3] te Rijsel, drieklavier + pedaal.
- 1904 : Karmelieten te Brugge.[4]
- 1907 : Koororgel te Laken, twee klavieren + pedaal.
- 1910 : Dominicanenkerk te Brussel, drieklavier + pedaal.
- 1914 : Karmelieten te Kortrijk.[5]
- 1916 : Sint-Lambertuskerk (Laken)

Familie Anneessens · Charles Anneessens · Jules Anneessens · Pieter-Hubertus Anneessens · Frans Boon · Arnold Clerinx · George Cloetens · Gebroeders Decap Antwerpen · Frans Decap · Delhaye · Familie Delmotte · De Volder · Philippe Forrest · Hooghuys · Kerckhoff · Loncke · Loret (familie) · Leo Lovaert · Mortier · Joris Potvlieghe · Pierre Schyven · Theodoor Smet · Gebroeders Van Bever · Pieter-Adam Van Dinter · Charles Louis Vanhoutte · Van Peteghem · Familie Verbeeck · Vereecken · Wim Winters